# Germain Bonel
Pour les articles homonymes, voir Bonel.
Germain Bonel, né le 5 août 1913 à Amélie-les-Bains et mort en 2002 est un peintre français d'origine catalane. Il est professeur de dessin et de peinture à l'école des beaux arts de Perpignan de 1967 à 1983. Il a aussi exercé le professorat d'art dans les écoles de Saint-Cyprien-village et Saint-Cyprien-Plage de 1969 à 1978.
La peinture de Germain Bonel est à la fois expressionniste et décorative. Georges-Henry Gourrier dit de lui : « la peinture de Germain Bonel exprime [tout naturellement] la beauté singulière des formes, la force irradiante de la couleur, l'approfondissement de la matière et la tendresse des choses de la vie. Son œuvre apparaît bien comme une peinture de la plénitude ».

## Biographie

### Famille
Germain Bonel est originaire d'Amélie-les-Bains et a passé sa jeunesse à partir de 1921 à Céret dans les Pyrénées-Orientales.[réf. nécessaire]
Il a pratiqué de nombreuses activités professionnelles comme artisan peintre en bâtiment, garçon de café, crémier sur la place Rigaud de Perpignan ou professeur d'art plastique.
Germain Bonel a la passion de la vie, de la musique, du sport notamment du rugby et du vélo, de la nature et de l'amitié. L'homme est tout en cordialité et en truculence. L’œuvre est à l'image de l'homme : dense.

### L'artiste
De 1941 à 1945 Germain Bonel étudie le dessin à l'école municipale des beaux-arts de Perpignan. Il obtient le premier prix en 1945. Hors concours, il poursuit ses études dans la même école de 1945 à 1948 et il expose régulièrement ses œuvres à l'exposition annuelle qui se tient à la salle Arago de Perpignan.
Germain Bonel rencontre François Desnoyer en 1950 et lui fait connaître le milieu artistique catalan.
Il est admis au salon d'automne de Paris en 1951 et exposera jusqu'en 1961, année où il devient sociétaire du salon. Dès 1951, « avec la toile accrochée au salon aux côtés de Marcel Gromaire, Bonel propose une superbe gamme de bistres, de bruns et de noirs qui donnait le ton de ce qui allait devenir le caractère et les lignes clés de sa peinture [...]. Ce tableau traduisait avec finesse les harmonies de force et de tendresse qui singularisaient [sa] peinture ». 
Il est sélectionné à la biennale de Menton à partir de 1953.
Il obtient le Prix de la jeune peinture alors qu'il expose à la galerie Drouand David à Paris.
Dès la première exposition de Germain Bonel à Paris en 1962, George Besson ne manque pas de saluer chaleureusement le tempérament de cet artiste catalan soulignant en particulier : « la force, le sentiment, la simplicité majestueuse de sa robuste prose poétique, savoureuse transposition chromatique et formelle de la réalité. La même année François Desnoyer écrit : « L'artiste donne, par son travail suivi, la garantie d'un vrai Peintre. Sa nature est généreuse, doublée d'un enthousiasme constant au spectacle de al vie. Dessin, valeur, couleur : tout est utilisé au maximum dans sa peinture. Tous s'incise, se grave, se construit dans les plans et les valeurs ; s'articule comme un "rythme de sardane" ».
Il est admis au salon des jeunes peintres.
« Il est difficile de rester insensible devant une telle peinture parfaitement harmonieuse, grave sans être austère, colorée sans inutiles accents, une peinture dans laquelle règnent l'ordre, la santé, une certaine élégance rustique et l'esprit », dit le critique d'art George Besson en 1965.
En 1988 à l'occasion de l'hommage rendu par la ville de Perpignan, pour ses quarante ans de peinture, Bernard Nicolau déclare : « Germain Bonel exclut dans ses créations tout artifice, toute concession, négligeant le détail au bénéfice du tout. Il transgresse les règles établies, travaille toutes ses couleurs pour devenir uniques, pour arriver à ce qu'il sait être sa vérité. Il poursuit intensément la recherche de la note colorée [... notamment] : ses ocres, ses rouges [...]. L'artiste joue avec les formes épurées : il dilate, tronque, étire ses personnages, ses formes pour que le premier coup d’œil ne puisse voir que ce qu'il souhaite, c'est-à-dire l'essentiel : le sentiment. Sa peinture est parfois rude mais jamais brutale. Il ne veut pas atténuer certains effets, ils sont là parce qu'ils sont une partie de l’œuvre. Toutes les harmonies sont sûres, jamais hasardeuses. Elles sont le fruit d'un calcul, d'une réflexion, d'une précision toute sûre vers le sentiment qui anime l'artiste ».
La galerie Odile Oms qui présente ses œuvres dit : « Cette force expressive qui caractérise l'œuvre, vient d'un graphisme brut, souvent géométrique. Les corps sont traités comme des architectures dont la présence porte l'émotion ou le sentiment. Les scènes de groupes dénotent une affection pour le genre humain, les paysages expriment les puissances telluriques, ses maternités sont pétries de la douceur du lien affectif. Germain Bonel aimait les choses simples et belles, sa peinture est le théâtre où il les a superbement mises en scène ».
Geoges-Henry Gourrier, en octobre 1988 ne peut s'empêcher de conclure sans rappeler les riches influences de André Fons-Godail, Henri Frère et François Desnoyer : « une peinture de la plénitude,[...], une vie prise comme un bonheur de peindre... ».

## Expositions

### Expositions individuelles
En Catalogne
- Avignon, galerie Odile Oms à Céret, galerie de la main de fer à Perpignan,
- Andorre-la Vieille.

En France
Par ordre alphabétique : Agde, Amélie-les-Bains, galerie Musique pour les yeux en Avignon, Deauville, Grenoble, Montpellier, Nice, galerie 93 à Paris, galerie angle du faubourg à Paris, Péristyle salle Gaveau à Paris (1957, 1962, 1963), galerie Vendôme à Paris, Sainte-Maxime, galerie Bourcy à Toulouse, Théâtre du Capitole à Toulouse (2008).
À l'étranger
- Japon : il est invité par le journal Asahi pour la 5ème exposition internationale d'art figuratif. Une exposition itinérante : Tokio, Kobé, Kyoto, Osaka, etc.
- Allemagne : Hanovre, Heidelberg,
- Angleterre : galerie Adams à Londres en 1964,
- Belgrade
- Maison de France à Barcelone,
- Canada.

### Salons
Par ordre chronologique de la première occurrence
En France
- 1951 Salon d'automne,
- Salon des jeunes peintres
- Salon des Pyrénées-Atlantiques, galerie Duncan,

À l'étranger

## Collections publiques
Par ordre chronologique de la première occurrence

### Œuvres dans l'espace public
- Pour la mairie de Saint-Cyprien une grande peinture Vendanges de 6m x 2,20m,
- A Cahors pour la CRAMAL, une grande céramique de 5m x 1,65m Travaux de la terre

### Acquisitions institutionnelles et œuvres dans les collections publiques
France par ordre alphabétique (en 1988)
- 1959 Achat par l'état français de la peinture L'orchestre,
- 1973 pour le tribunal de grande instance de Bobigny, une peinture Venise,
- une aquarelle Montauriol,
- Achats par les musées d'art moderne de Céret (La sieste, Mariage), sous-préfecture de Sarrebourg (L'orchestre), Dunkerque, Perpignan, Saint-Cyprien, Toulouse.

## Prix, distinctions et mentions
- Prix de la jeune peinture
- Prix du Dôme : 1954, 1958
- Médaillé du Prix peinture de la ville d'Avignon : 1956, 1959, 1965
- Prix Marianne Guilbert
- Prix de la critique à Paris : 1963, 1966,